# Загорје (Свети Томаж)
Загорје (словен. Zagorje) је насељено мјесто у општини Свети Томаж, Подравска регија, Словенија.

## Историја
До територијалне реорганизације у Словенији било је у саставу старе општине Ормож.

## Становништво
У попису становништва из 2011. године, Загорје је имало 64 становника.
| Број становника према пописима | Број становника према пописима | Број становника према пописима |
| ------------------------------ | ------------------------------ | ------------------------------ |
| 1991                           | 2002                           | 2011                           |
| 74                             | 71                             | 64                             |